# 뮤직플러스 (기독교방송)
뮤직플러스는 CBS 표준FM에서 2012년 5월 21일부터 2015년 9월 12일까지 3년간 방송했던 팝 음악 전문 라디오 프로그램이다.

## 역대 DJ
- 2012년 5월 21일 ~  2015년 7월 4일 : 이지민 아나운서
- 2015년 7월 6일 ~ 2015년 9월 12일 : 장주희 아나운서

## 지역 프로그램
| 프로그램                          | 방송지역   | 방송국  | 진행자          |
| --------------------------------- | ---------- | ------- | --------------- |
| 정희경의 해피아워 (12:00 ~ 13:00) | 부산광역시 | 부산CBS | 정희경 아나운서 |
| 내 영혼의 양식 (13:05 ~ 13:30)    | 부산광역시 | 부산CBS | 요일별 설교자   |
| 마르지 않는 샘 (13:30 ~ 14:00)    | 부산광역시 | 부산CBS | 요일별 설교자   |

## 같이 보기
- CBS 표준FM
- 기독교방송

| CBS 표준FM 월~토요일 프로그램 |                     |                                        |
| 이전                          | 장주희의 뮤직플러스 | 다음                                   |
| 1분 묵상                      | 장주희의 뮤직플러스 | 오후의 향기 김현주입니다               |
| 오전 11시 59분 ~ 낮 12시      | 낮 12시 ~ 오후 2시  | 오후 2시 10분 ~ 오후 3시 55분          |
|                               | (1시 CBS 노컷뉴스)  | (2시 CBS 노컷뉴스, 3시 CBS 수도권뉴스) |